# Meuko Meugit
Meuko Meugit is een bestuurslaag in het regentschap Pidie Jaya van de provincie Atjeh, Indonesië. Meuko Meugit telt 207 inwoners (volkstelling 2010).